# The Look
The Look és el primer senzill internacional de Roxette format per Per Gessle i Marie Fredriksson. Pertany a l'àlbum Look Sharp!, i és aquell amb el qual assolirien l'èxit mundial. Es tracta d'un dels anomenats quatre No.1 que van arribar a aquesta posició als Estats Units.

## Història
El senzill va sortir al mercat el 1989 i té com costat B Silver blue (demo versió), assolint el lloc més alt a més de 30 països. La història del triomf és deguda a un estudiant nord-americà d'intercanvi a Suècia que se n'enduria una còpia al seu país i la portaria a una ràdio de la seva ciutat on es propagaria ràpidament a d'altres. Fins ara ha aconseguit vendre més de mig milió de còpies.
La banda espanyola The Stunned Parrots enregistrarien una versió en espanyol del tema, així com l'alemanya The Baseballs la faria per al seu primer treball.

## Llista de cançons
La cançó composta per ‘’Gessle’’ té diferents formats, a més de fer-ho en vinil.
7" single
1. "The Look" - 3:56
2. "Silver blue" (demo) - 4:05

12" maxi
1. "The Look" (headdrum mix) - 7:16
2. "The Look" (versió 7") - 3:56
3. "Silver blue" (demo) - 4:05

CD maxi
1. "The Look" (head-drum-mix) - 7:22
2. "The Look" (versió 7") - 3:58
3. "Silver blue" (demo) - 4:06
4. "Sleeping single" (demo) - 3:46

12" Remixes
1. "The Look" (Visible mix) - 6:03
2. "The Look" (Power Radio mix) - 4:09
3. "The Look" (Big Red mix) - 7:33
4. "The Look" (Invisible dub) - 5:11
5. "Silver blue" (demo) - 4:00

## CD's on apareix
- Look Sharp! (1988)
- Tourism: Songs From Studios, Stages, Hotelrooms & Other Strange Places (1992) (Directe)
- Rarities (1995) (MTV unplugged)
- Don't Bore Us-Get to the Chorus: Roxette's Greatest Hits (1995)
- The Greatest (1998)
- The pop hits (2003)
- A Collection of Roxette Hits - Their 20 Greatest Songs! (2006)
- The Rox Box/Roxette '86-'06 (2006)

## The Look '95
El grup enregistraria un remix de la cançó a la mateixa vegada que el recopilatori de l'àny 1995, per promocionar el disc. Encara que aquesta versió no hi apareix pas i només estaria disponible al Regne Unit, de fet és el segon a aquest país darrere de You don't understand me. A part dels CD maxi's propis després s'hi troba al senzill de She doesn't live here anymore.
CD maxi 1
1. "The Look" (chaps 1995 remix) - 5:08
2. "The Look" (chaps donna bass mix) - 6:53
3. "The Look" (rapino club mix) - 5:22
4. "The Look" (rapino dub mix) - 5:14

CD maxi 2
1. "The Look" (chaps 1995 remix) - 5:10
2. "The Look" (original version) - 3:59
3. "Crazy about you" - 3:59
4. "Dressed for success" (US mix) - 4:53